# 兵庫県道67号姫路神河線
兵庫県道67号姫路神河線（ひょうごけんどう67ごう ひめじかみかわせん）は、兵庫県姫路市から神崎郡神河町を結ぶ主要地方道（兵庫県道）である。

## 概要
主要地方道に指定されており、道路改良工事も行われた。しかし姫路市夢前町と神河町の間で不通区間がある。姫路市内では、ほぼ夢前川に沿う経路で旧夢前町を通っており「ゆめ街道」と別名が付けられている。

### 路線データ
- 起点：姫路市東今宿2丁目（東今宿2丁目交差点、国道2号・兵庫県道414号田寺今在家線交点）
- 終点：神崎郡神河町宮野（兵庫県道8号加美宍粟線交点）

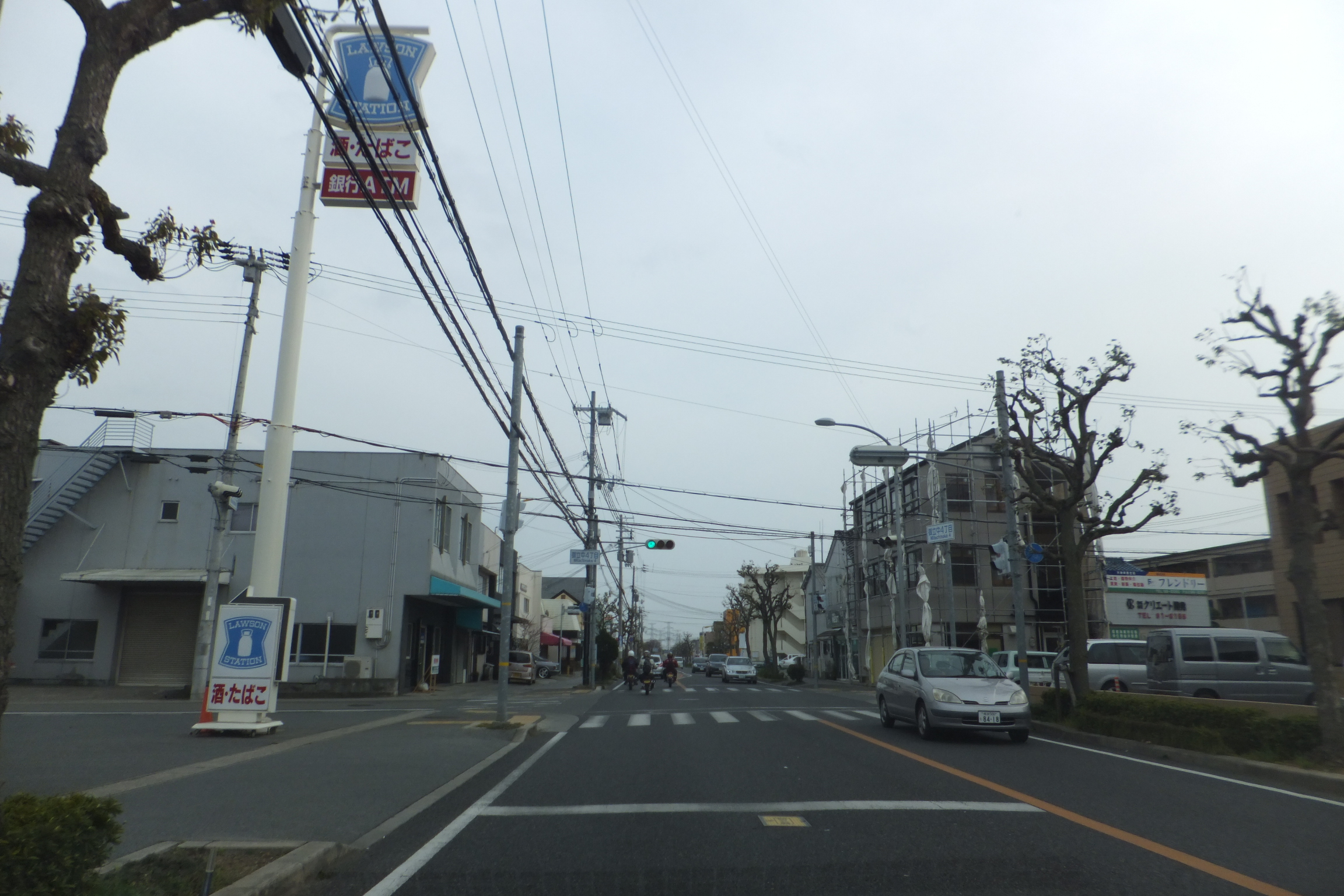
姫路市書写山の南側付近
姫路市御立中4丁目

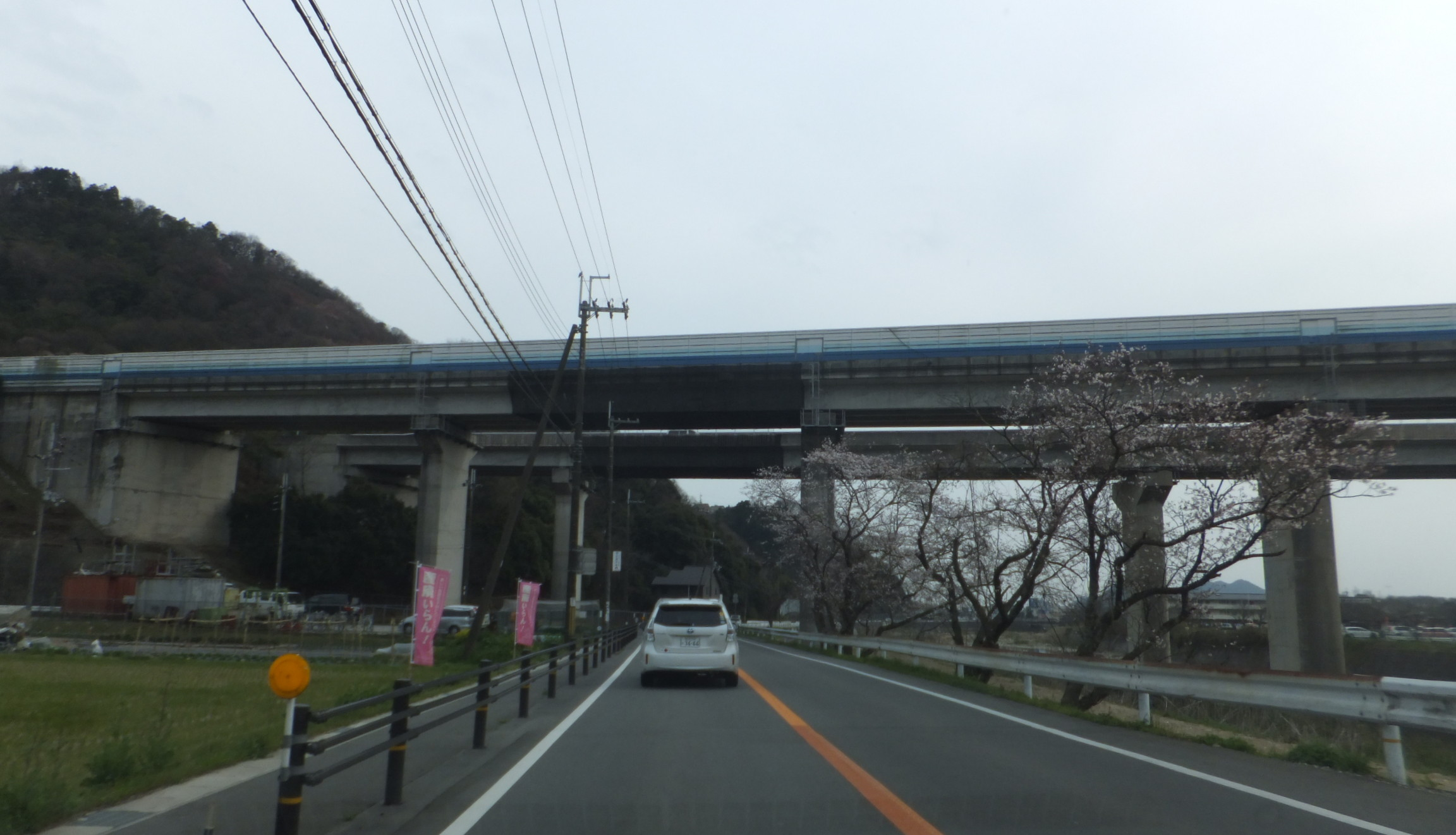
山陽自動車道高架橋付近
姫路市夢前町玉田

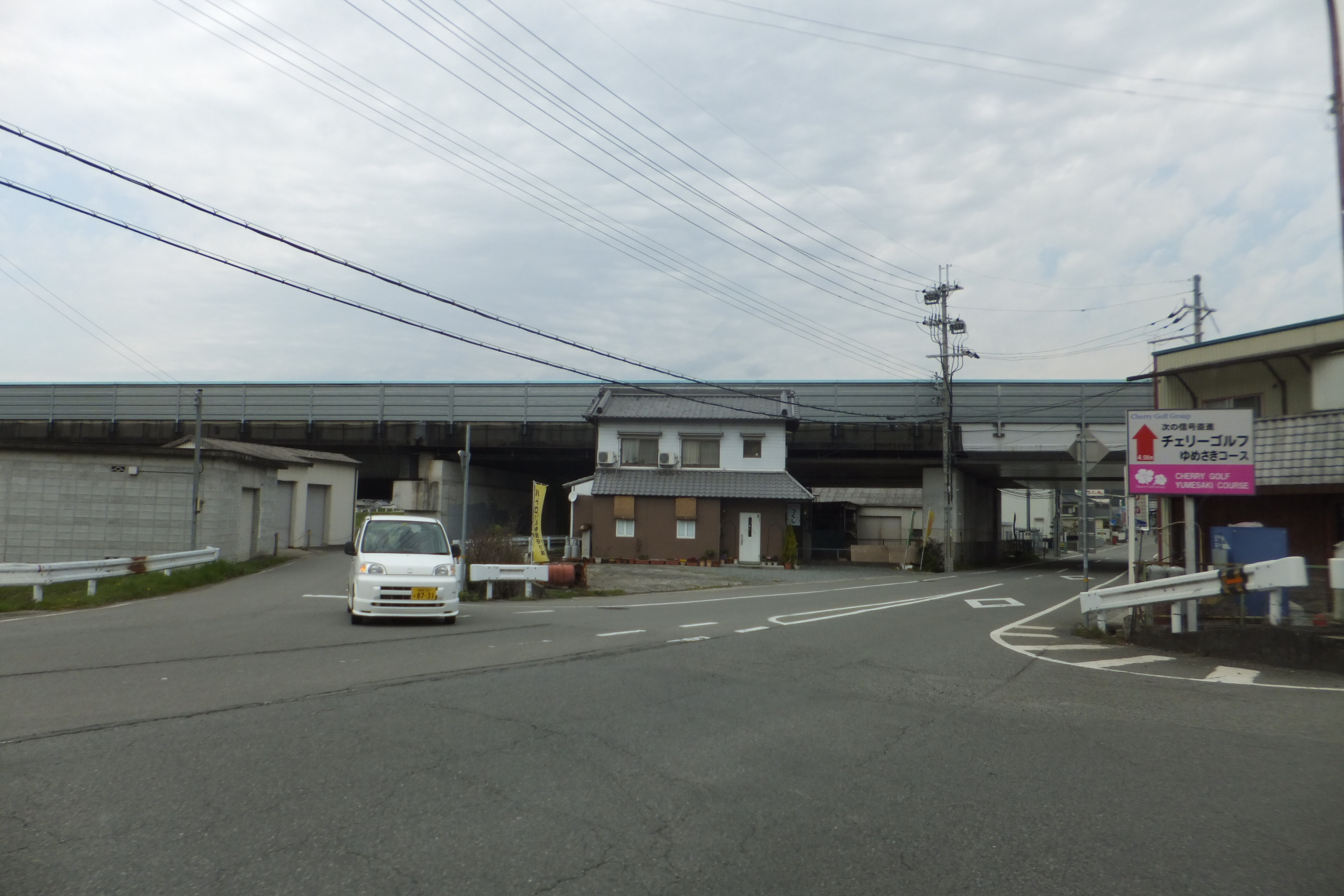
中国自動車道高架橋付近
姫路市夢前町前之庄

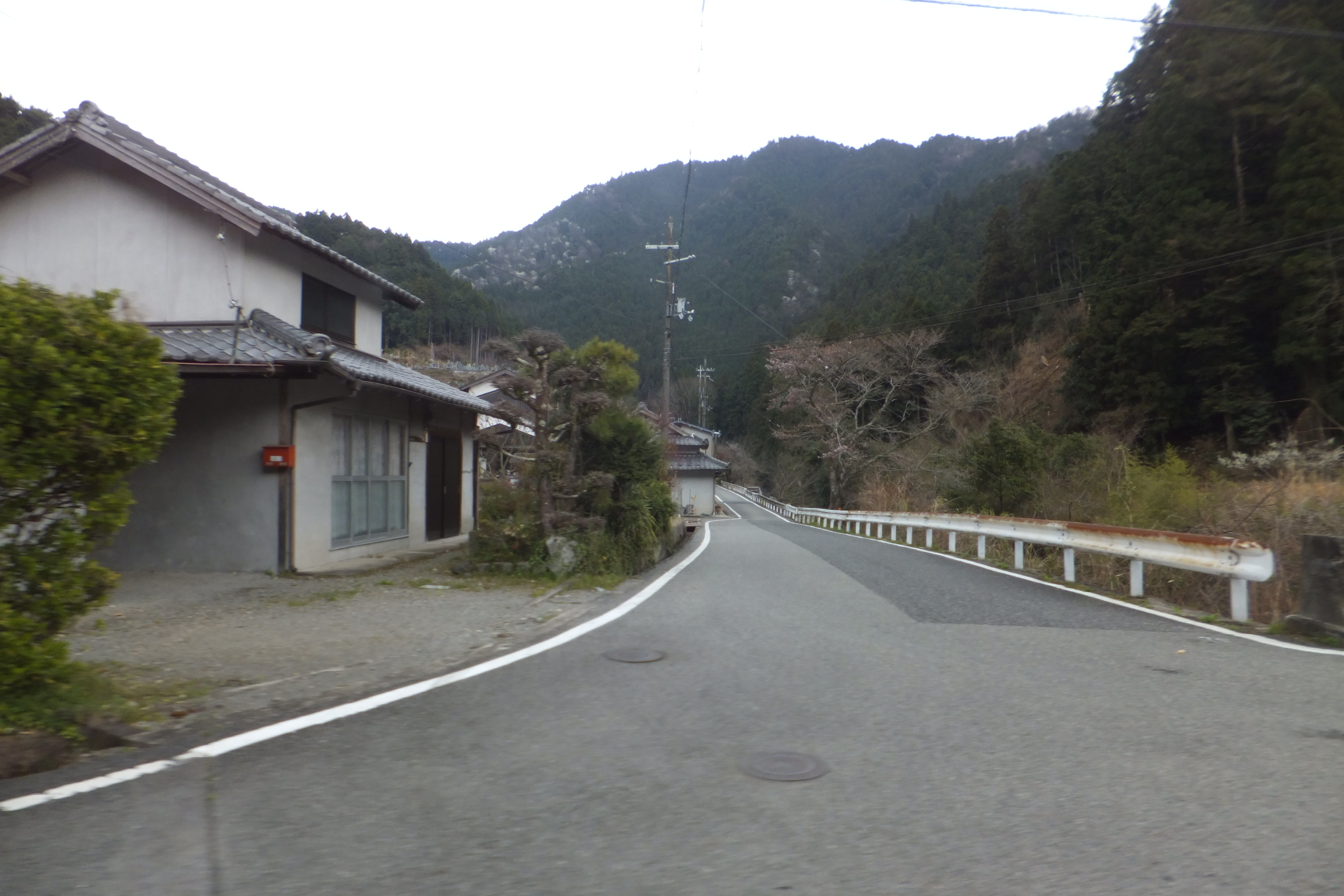
通行不能区間に続く道
姫路市夢前町山之内

- 総延長：約34.300 km

## 歴史
- 1971年（昭和46年）6月26日 - 建設省（現・国土交通省）が主要地方道指定。
- 1972年（昭和47年）2月7日 - 兵庫県が兵庫県道67号主要地方道姫路大河内線（当時）を認定。
- 1993年（平成5年）5月11日 - 建設省から、県道姫路大河内線が姫路大河内線として主要地方道に再指定される[3]。

## 路線状況

### 重複区間
- 兵庫県道516号姫路環状線（姫路市御立西6丁目・御立交差点 - 姫路市御立北1丁目・横関交差点）
- 兵庫県道80号宍粟香寺線（姫路市夢前町宮置）

### 通行不能区間
- 姫路市夢前町山之内丁 - 神崎郡神河町宮野

## 地理

### 通過する自治体
- 姫路市
- 神崎郡神河町

### 交差する道路
| 交差する道路                                                 | 市町村名 | 市町村名 | 交差する場所   | 交差する場所             |
| ------------------------------------------------------------ | -------- | -------- | -------------- | ------------------------ |
| 国道2号 兵庫県道414号田寺今在家線                            | 姫路市   | 姫路市   | 東今宿2丁目    | 東今宿2丁目交差点 / 起点 |
| 兵庫県道5号姫路上郡線                                        | 姫路市   | 姫路市   | 田寺1丁目      | 田寺一丁目交差点         |
| 兵庫県道414号田寺今在家線                                    | 姫路市   | 姫路市   | 田寺5丁目      |                          |
| 兵庫県道516号姫路環状線 重複区間起点                         | 姫路市   | 姫路市   | 御立西6丁目    | 御立交差点               |
| 兵庫県道516号姫路環状線 重複区間終点 兵庫県道545号石倉玉田線 | 姫路市   | 姫路市   | 御立北1丁目    | 横関交差点               |
| 兵庫県道80号宍粟香寺線 重複区間起点                          | 姫路市   | 姫路市   | 夢前町宮置     |                          |
| 兵庫県道80号宍粟香寺線 重複区間終点                          | 姫路市   | 姫路市   | 夢前町宮置     |                          |
| 姫路市道置塩134号線                                          | 姫路市   | 姫路市   | 夢前町前之庄   |                          |
| 兵庫県道23号三木宍粟線                                       | 姫路市   | 姫路市   | 夢前町前之庄   | 前之庄西交差点           |
| 兵庫県道407号前之庄市川線                                    | 姫路市   | 姫路市   | 夢前町前之庄   |                          |
| 兵庫県道411号山之内莇野姫路線                                | 姫路市   | 姫路市   | 夢前町山之内甲 |                          |
| 通行不能区間                                                 |          |          |                |                          |
| 兵庫県道8号加美宍粟線                                        | 神崎郡   | 神河町   | 宮野           | 終点                     |

### 沿線にある施設など
- 書写山
- かまぼこ夢鮮館（ヤマサ蒲鉾本社）
- 塩田温泉
- 雪彦山